# الاتجار بالبشر في تونس
تُعدّ تونس مصدرًا ووجهة مُفضلة أو بالأحرى بلد عبور بالنسبة للرجال والنساء والأطفال ضحايا الاتجار بالبشر ونفس الأمر بالنّسبة للبغاء القسري.شهدَ عام 2009 وحده عدة حالات كدليل على الاتجار بالبشر في هذا البلد العربي حيث تم إنقاذ سيدة تونسية من البغاء القسري في لبنان. في حين تم إنقاذ سيدتان أخرايتان في عام 2008 من البغاء القسري كذلك في الأردن كما تمّ تخليص ثلاث رجال من العمل القسري في إيطاليا. بسببِ محدودية البيانات المتاحة؛ لا توجد أي إحصاءات دقيقة حول هذا الموضوع لكنه شائع بالرغم من ذلك. تُعاني الفتيات التونسيات والأجنبيات داخل تونس من الاستعباد المنزلي على عكس الشباب الذي يُعاني من المتاجرة فيه. نشرت الأكاديمية التونسية في عام 2009 دراسة مُفصّلة حول العاملين في المنازل. أُجريت الدراسة في عام 2008 حيث تم مسح 130 عاملا منزليَا في منطقة تونس الكبرى. وجدت الدراسة نتائج متوقعة وصادمة في الوقت ذاته حيث أن 52% منهم تحت سن السادسة فيما اعترفَ 23% أنهم ضحايا العنف الجسدي كما تعرّض 11% منهم للعنف الجنسي. أبرزت الدراسة كذلك أن تسعة وتسعين في المئة لا يتوفرون عقود عمل كما يتلقى غالبيتهم رواتب أقل من الحد الأدنى للأجور. هذه النتائج باتت تُعتبر -حسب باقي المنظمات الحقوقية- مؤشرات على استشراء العمل القسري داخل التراب التونسي.
لاَ تمتثل الحكومة التونسية امتثالا تاما للمعايير الدنيا للقضاء على الاتجار بالبشر؛ إلا أنها تبذل جهودا كبيرة للقيام بذلك. وعلى الرغم من هذه الجهود فإن الحكومة لم تظهر أدلة على التقدم في ملاحقة وإدانة الاتجار المجرمين كما لم تتخد أي إجراءات استباقية في تحديد أو حماية ضحايا الاتجار بالبشر أو حتّى رفع مستوى الوعي العام بخصوص خطورة الاتجار بالبشر ولذلك تُوضع تونس على المستوى الثاني ضمن قائمة الدول حسب تجارة البشر. بالنسبة للحكومة التونسية فهي لا تُحدد الاتجار بالبشر كمشكلة في تونس. ومن المرجع أن يبقى ضحايا الاتجار غير معروفون بسبب عدم وجود جهد للتعرف عليهم من بين الفئات الضعيفة. يُصنف مكتب مراقبة ومكافحة الاتجار بالأشخاص التابع لوزارة الخارجية الأمريكية تونس في «المستوى الثاني» حسبَ عام 2017.

## الاتجار حسب القانون
لم تُحرز حكومة تونس أي تقدم لا من ناحية سن القوانين ولا من ناحية مكافحة مثل هذه الجرائم خلال الفترة المشمولة بالتقرير. لكن وبالرغم من ذلك تحظر الحكومة بعض أشكال الاتجار بالبشر لكنّها تبقى غير كافية. ينصّ قانون العقوبات على السجن لمدة 10 سنوات لكل شخص عملَ على احتجاز أو حبس أي شخص آخر لأغراض العمل القسري كما تصل العقوبة لخمس سنوات سجنا بتهمة البغاء القسري معَ النساء والأطفال. يجرّمُ قانون العقوبات أيضًا استغلال الأطفال في البغاء كما أن العقوبات في مثل هذه المواضيع تبقى صارمة بما فيه الكفاية. إِنّ عقوبة البغاء القسري –خمس سنوات– هي صارمة بما فيه الكفاية وإن لم تكن تتناسب مع باقي العقوبات المنصوص عليها في القانون التونسي عن غيرها من الجرائم الخطيرة مثل الاغتصاب. وبالإضافة إلى هذه القوانين؛ فإن قانون العقوبات التونسي ينص على السجن لسنتين لكل من أجبر طفلا ما على التسول. في حقيقة الأمر لم تكن هناك تحقيقات أو محاكمات لجرائم الاتجار أو حتّى إدانة مرتكبي جريمة الاتجار خلال العام، ومع ذلك فقدْ أدانت المحكمة شخصا اتُهم بالتهرب في نيسان/أبريل 2009. أشارَ تقرير صحفي إلى أن الشرطة فتحت تحقيقا في تقارير عن استغلال مجموعة من الأطفال جنسيا من قبل سياح ليبيبن. عموما؛ لا يوجد أيّ دليل على تقدم الحكومة لمكافحة الاتجار كما لا يوجد لا يوجد أي دليل مقابل على التواطؤ في الاتجار بالأشخاص.

## الحماية
لم تُقدم الحكومة لضحايا الاتجار أيّ مساعدات بما في ذلك انعدام الملاجئ أو أي خدمات أخرى خلال الفترة المشمولة بالتقرير. في حقيقة الأمر تفتقرُ الحكومة إلى الإجراءات الرسمية لتحديد ضحايا الاتجار بالبشر بين الفئات الضعيفة مثل المهاجرين غير الشرعيين والأشخاص اعتقلوا بسبب جرائم البغاء. ونتيجة لذلك فإن الأشخاص الذين أخدوا صفة ضحية الاتجار لم يتمّ الاعتراف بهم من قبل السلطات التونسية بل كانوا عُرضة للسجن والترحيل في حالة ما انخرطوا في أنشطة غير قانونية بموجب القانون التونسي. لم تتعهد الحكومة بالقيام بأي جهود رامية لتحديد هوية ضحايا الاتجار بالبشر من بين المهاجرين غير الشرعيين في مراكز الاحتجاز. بالرغم من كل هذا يحصلُ المهاجرون من النساء والأطفال – بما في ذلك ضحايا الاتجار بالبشر إلى مساعدات جماعية مثل تقديم الملاجئ التي تديرها المنظمات غير الحكومية المحلية. عينت الدولة التونسية وزارة شؤون المرأة والأسرة والأطفال والمسنين من أجل حماية الطفل في 24 منطقة تونسية بما في ذلك حمايته من حالات العنف الجنسي أو الاستغلال الاقتصادي أو حتى الجنائي. تعمل الوزارة كذلك على تمكين الأطفال من تلقي الرعاية الطبية الكافية وتقديم المشورة.

## الوقاية
خلال فترة التقرير لم تقم الحكومة التونسية بأي جهود رامية لمنع الاتجار بالبشر خلال ولم تكن هناك أي حَملات لرفع الوعي العام بخطورة الاتجار. اتخدت تونس بعض الخطوات البسيطة لمكافحة أعمال وجرائم أخرى مثل البغاء واعتقال عملاء الجنس. أسفرت هذه التدابير عن اعتقال النساء بما في ذلك ضحايا الاتجار بالبشر. ولم تقدم الحكومة أي تدابير لمكافحة الاتجار.